# Eric Foner
Eric Foner (7 février 1943, New York) est un professeur d'histoire à l'université Columbia, spécialiste de la période de la Reconstruction après la guerre de Sécession. 
Il a présidé l' Organization of American Historians en 1993-1994 et l' American Historical Association en 2000. Foner est aussi membre du bureau éditorial de The Nation et de Past and Present et a reçu plusieurs prix. Il est élu membre de l'American Antiquarian Society en 1989.
Il est cité dans l'ouvrage du néoconservateur David Horowitz, The Professors: The 101 Most Dangerous Academics in America (2006).

## Publications

### Ouvrages (sélection)
- (en) The Story of American Freedom, New York, W.W. Norton, 1998, 1re éd., 422 p. (ISBN 978-0-393-04665-6, LCCN 98003290)
- (en) Who Owns History? : Rethinking the Past in a Changing World, New York, Hill and Wang, 2002, 1re éd., 233 p., relié (ISBN 978-0-8090-9704-3, LCCN 2001051463)
- (en) Give Me Liberty! : An American History, New York, W.W. Norton, 2004, 1131 p. (ISBN 978-0-393-97872-8, LCCN 2004046535) A survey of United States history, published with companion volumes of documents, Voices of Freedom: A Documentary History,  (ISBN 0-393-92503-X) (vol. 1), and  (ISBN 0-393-92504-8) (vol. 2).
- (en) Forever Free : The Story of Emancipation and Reconstruction, New York, Knopf, 2005, 1re éd., 268 p. (ISBN 978-0-375-40259-3, LCCN 2005040706)

### Articles
- Foner, Eric. "Radical Individualism in America: Revolution to Civil War,"  Literature of Liberty, vol. 1 no. 3, July/September 1978 p. 1-31  online
- "He's the Worst Ever", Dec. 3, 2006, The Washington Post column on George W. Bush
- "Rethinking American History in a Post-9/11 World" History News Network -- September 6 2004
- "Diversity Over Justice" The Nation - June 26 2003
- "Dare Call It Treason" The Nation - June 2 2003
- "Not All Freedom Is Made In America" The Nation April 13 2003
- "The Century, A Nation's Eye View" The Nation December 10 2002
- "Changing History" The Nation September 5 2002
- "Expert Report of Eric Foner" from Gratz, et al. v. Bollinger, et al.
- "Rebel Yell" The Nation - January 27 2000

### Interview en français
- « Renaissance de la démocratie américaine ? », 28 octobre 2008, avec Nicolas Delalande, blog « La vie des idées ».